# 卧龙街道 (开封市)
卧龙街道，是中华人民共和国河南省開封市鼓楼区下辖的一个乡镇级行政单位。

## 行政区划
卧龙街道下辖以下地区：
蔡河社区、裴场公社区、中华社区和永安社区。